# والتر إدوارد سكوت
والتر إدوارد سكوت (بالإنجليزية: Walter Edward Perry Scott)‏ هو مستكشف ورحالة أمريكي، ولد في 20 سبتمبر 1872 في كينثيانا في الولايات المتحدة، وتوفى في 5 يناير 1954 في وادي الموت في الولايات المتحدة.

## روابط خارجية
- والتر إدوارد سكوت على موقع IMDb (الإنجليزية)